# سباستيان ستيور
سيباستيان ستيور (بالهولندية: Sebastiaan Steur)‏ (من مواليد 8 مارس 1984) هو لاعب كرة قدم هولندي سابق، كان يلعب كمهاجم. لعب سابقا لأندية فولندام، هيرينفين، إكسيلسيور، وهيراكليز ألميلو.

## روابط خارجية
- سباستيان ستيور على موقع قاعدة بيانات كرة القدم.إي يو (الإنجليزية)
- سباستيان ستيور على موقع عالم كرة القدم.نت (الإنجليزية)